# Potiskum
Potiskum est une ville de l'État de Yobe au Nigeria. C'est un émirat. L'émir actuel de Potiskum est Mai Umar Ibn Wuriwa Bauya.
La ville fait régulièrement l'objet d'attaques et d'attentats du groupe islamiste Boko Haram.